# Tekkonkinkreet - Soli contro tutti
Tekkonkinkreet - Soli contro tutti (鉄コン筋クリート,?, Tekkon kinkuriito) è un film d'animazione del 2006 diretto da Michael Arias.
Il regista, statunitense ma giapponese d'adozione,  al suo debutto, è uno dei produttori di Animatrix. Il soggetto è tratto dall'omonimo manga di Taiyō Matsumoto, conosciuto anche con il titolo Black and White (Kuro to Shiro). La traduzione letterale del titolo è 'cemento armato', anche se due sillabe sono invertite: cemento armato in giapponese si dice infatti tekkin konkuriito (鉄筋コンクリート?). In Italia la prima proiezione è avvenuta il 18 gennaio 2008 al Future Film Festival, ed è stato pubblicato in DVD dalla Sony Pictures. Ha vinto il premio come miglior film d'animazione ai Japan Academy Awards.

## Trama
Il contesto è Città Tesoro (Takarachō), metaforica città del Giappone, in un'epoca imprecisata, che dal tipo di auto in circolazione potrebbero essere gli anni sessanta. Sullo sfondo di una città che muta velocemente anche per opera della yakuza e di oscuri e cinici faccendieri stranieri, ha luogo la quotidiana lotta per la sopravvivenza di due giovanissimi fratelli orfani, Nero (Kuro) e Bianco (Shiro), che hanno nella strada il loro regno e in una casa sul mare il loro sogno. Messi alle strette da Il Serpente, un imprenditore forestiero senza scrupoli che ha al suo servizio tre misteriosi e imbattibili sicari e che vuole trasformare Città Tesoro in un immenso luna park mangiasoldi, i due fratelli sono costretti a separarsi. Bianco viene preso sotto la custodia di due poliziotti, mentre Nero, nell'affrontare la minaccia del Serpente, conosce la parte più oscura e violenta di sé, Il Minotauro, rischiando di perdersi per sempre. Sarà proprio l'amore fraterno a salvarlo dalla dannazione.

## Produzione
Tekkonkinkreet è il primo importante lungometraggio animato giapponese diretto da un non giapponese, Michael Arias. Il progetto risale al 1999, mentre la lavorazione vera e propria è durata quasi un anno.

## Colonna sonora
La colonna sonora originale è del duo britannico Plaid, a eccezione della canzone dei titoli di coda, del gruppo giapponese Asian Kung-Fu Generation. È stata pubblicata dalla Aniplex il 20 dicembre 2006. Di seguito i titoli dei 14 brani che la compongono:
1. This City (7:24)
2. Rat's Step (4:59)
3. This City Is Hell (2:49)
4. Brothers Chase (5:10)
5. Butterfly (3:07)
6. Oasis (2:45)
7. Beginning (3:22)
8. Snakeing (3:10)
9. Open Kastle (4:14)
10. Assassouts (4:55)
11. Safety In Solitude (4:19)
12. Where? (5:30)
13. White's Dream (6:35)
14. Title track - 或る街の群青 (Aru machi no gunjō,? A Town In Blue) (4:23)

## Riconoscimenti
- 2000 - Japanese Academy Award
- 2007 - Noburo Ofuji Award